# Fălcoiu
Fălcoiu is een Roemeense gemeente in het district Olt.
Fălcoiu telt 4199 inwoners.